# Lýsuskarð

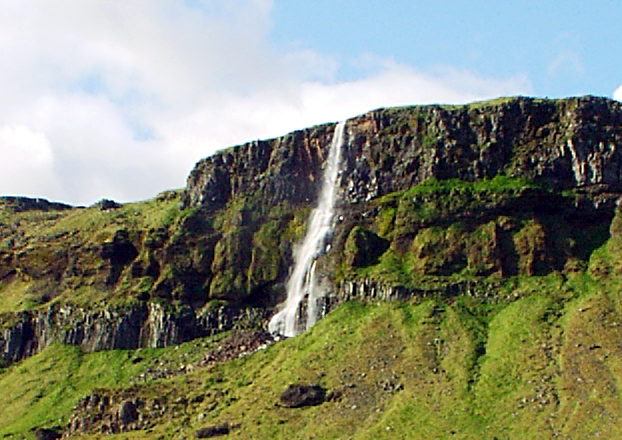
Bei Staðarsveit

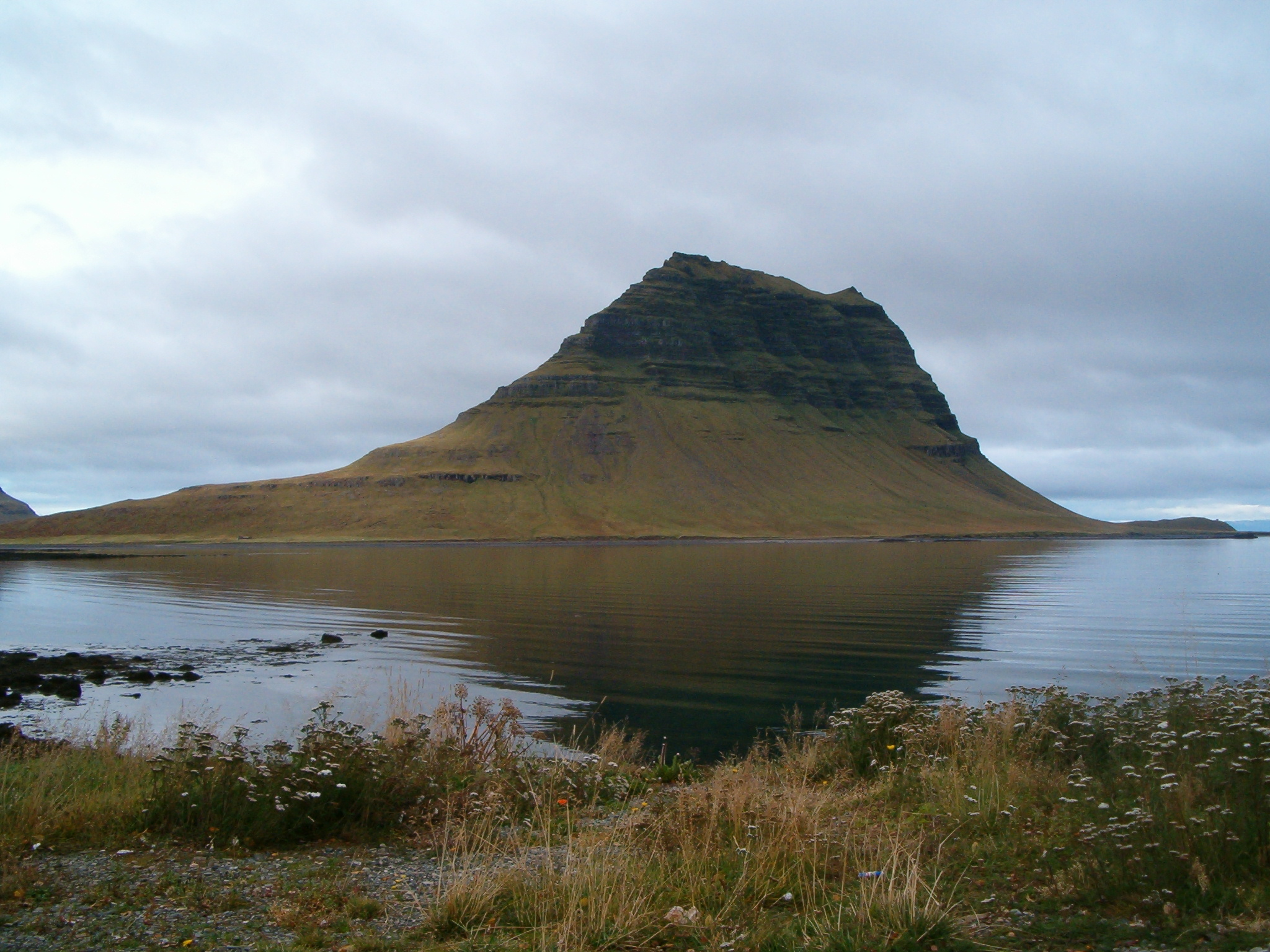
Kirkjufell gehört zum Lýsuskarðsystem

Das Vulkansystem Lýsuskarð befindet sich in Island. Es liegt etwa in der Mitte der Halbinsel Snæfellsnes.

## Charakteristika
Dabei reicht es von den Tröllatindar bis zum Berg Búlandshöfði östlich vom Fischerdorf Ólafsvík. Das System bildete die höchsten Berggipfel der Gegend und richtet sich im Süden von Osten nach Westen aus, mit einem nördlichen Zweig von Südosten nach Nordwesten über den Helgrindur mit dem höchsten Gipfel Kaldnasi, 988 m, bis zum Búlandshöfði.
Das System ist etwa 30 km lang und bis zu 5 km breit.

## Zentralvulkan und Eruptionsgeschichte
Auch dieses System verfügt über einen Zentralvulkan, der besonders in der Zeit von vor 2 Millionen Jahren bis vor 1 Million Jahren aktiv war. Allerdings gab es auch noch zwei Ausbrüche innerhalb der letzten 10.000 Jahre. Dabei handelte es sich vorwiegend um Eruptionen, die Basaltlava produzierten. Und dazu gehören auch die erstaunlichen Lavafälle auf der Südseite der Halbinsel Snæfellsnes z. B. bei Staðarsveit.